# Olga Szergejevna Akopjan
Olga Szergejevna Akopjan, született Levina (oroszul: Ольга Сергеевна Акопян (Левина); Volgográd, 1985. március 4. –) olimpiai bajnok orosz válogatott kézilabdázó, jelenleg az orosz HC Lada Togliatti játékosa.

## Pályafutása
Akopjan a 2002 és 2015 között Gyinamo Volgogradban kézilabdázott. A 2012–2013-as szezont kislánya születése miatt kihagyta. A Volgográdban töltött szezonok során öt bajnoki címet, és egy EHF-kupát nyert. 2015-ben bejutott a Bajnokok ligája Final Fourba, ebben a szezonban 82 gólt szerzett a BL-ben. 2015 óta a HC Lada Togliatti játékosa.
A válogatottal is nagy sikereket ért el, kétszer nyert világbajnokságot, két érmet nyert Európa-bajnokságon is és kétszer szerepelt olimpián. 2012-ben Londonban a negyeddöntőben estek ki és a 8. helyen végeztek, 2016-ban Rioban viszont veretlenül nyerték meg a tornát. Az olimpiai győzelem után orosz állami kitüntetésben részesült, Vlagyimir Putyintól megkapta a Barátságért érdemrendet. Az olimpia után bejelentette visszavonulását.
2019-ben lett a CSZKA Moszkva másodedzője, 2022-től vezetőedzője.

## Sikerei
- Olimpia győztese: 2016
- Világbajnokság győztese: 2007, 2009
- Európa-bajnokság 2. helyezett: 2006
  - 3. helyezett: 2008
- Orosz bajnokság győztese: 2009, 2010, 2011, 2012, 2014
- EHF-kupa győztese: 2008